# Authie (riu)
L'Authie és un riu de França, de 108,18 km, forma la frontera entre els departaments del Somme i del Pas de Calais, en la regió dels Alts de França. Té l'aiguaneix a Coigneux i desemboca al Canal de la Mànega a un estuari llarg entre Fort-Mahon i Berck. És un riu de règim pluvial atlàntic.
Als temps medievals era la frontera entre el Regne de França amb el Comtat de Flandes i després entre les terres dels Habsburg i la corona de Castella amb França. El primer esment escrit Alteia data del 723, és un hidrònim d'origen celtic del qual s'ignora la significació.
Els afluents principals són el Quillienne o Kilienne, el Rau de Marieux, el Grouche, el Gézincourtoise i el Fliers.

## Galeria

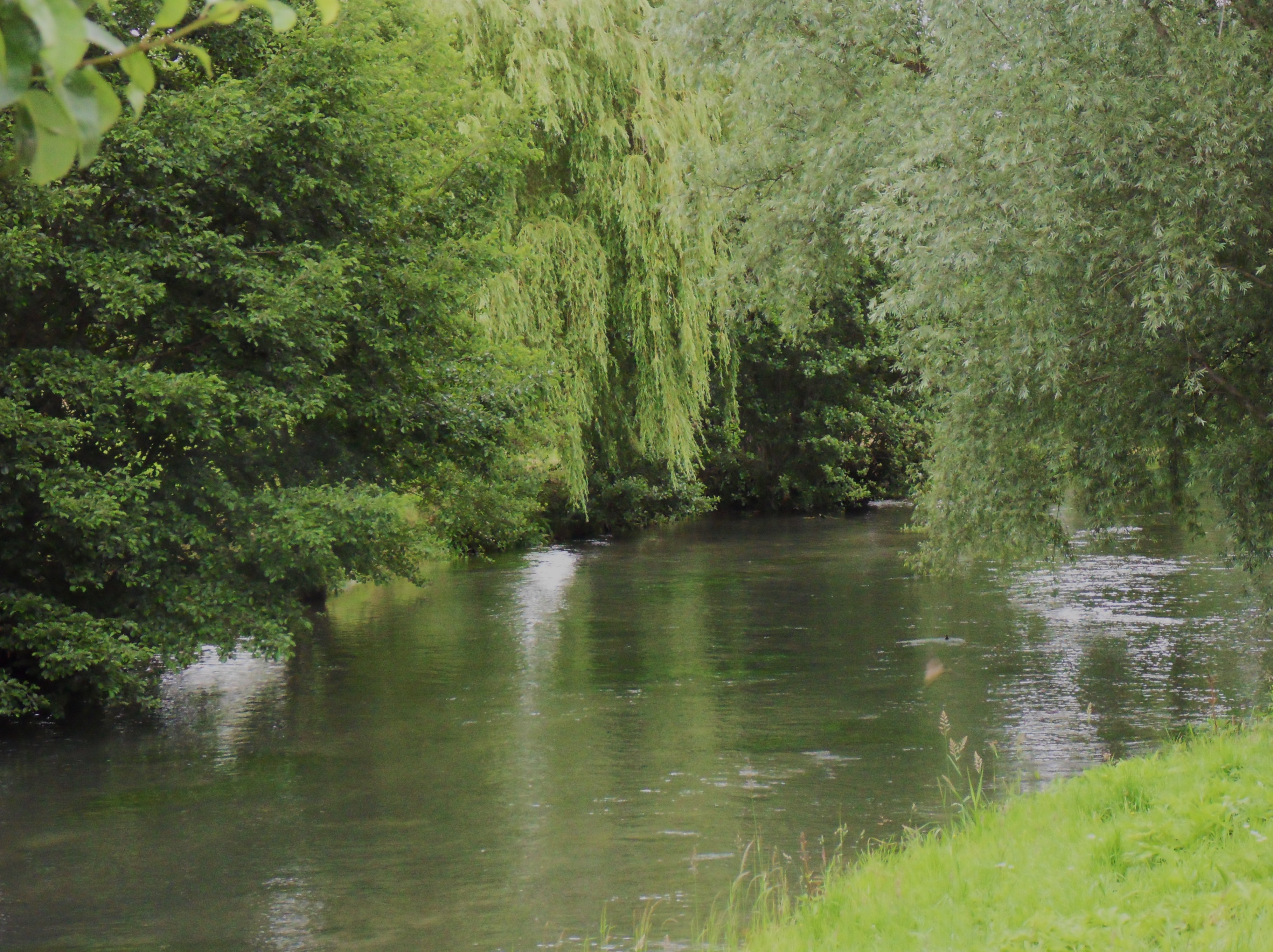
L'Authie a Hem
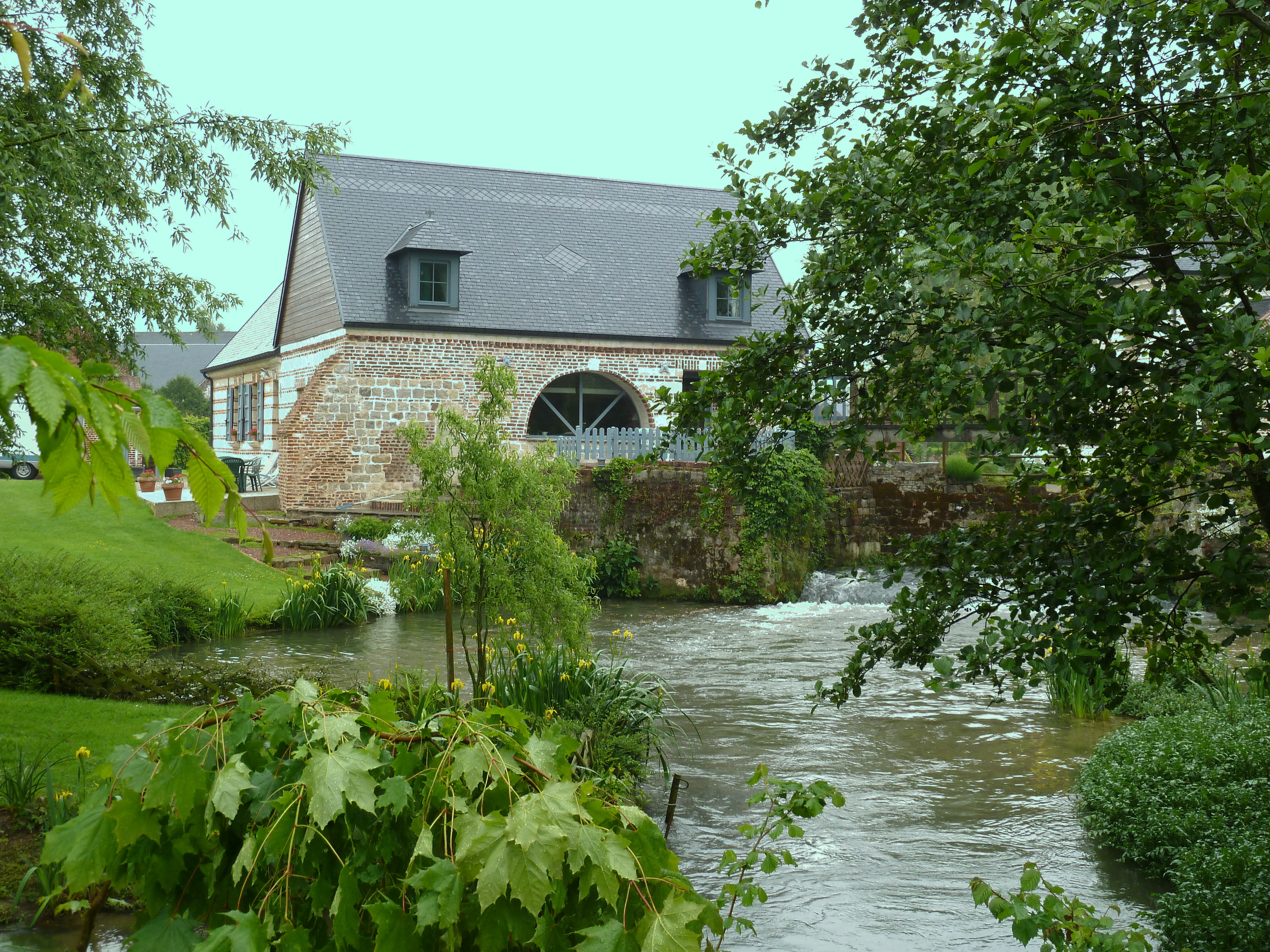
Antic molí a l'aigiuabarreig de l'Authie i del Kilienne a A Thièvres